# Psittoecus vanzolini
Psittoecus vanzolini är en insektsart som beskrevs av Guimarães 1974. Psittoecus vanzolini ingår i släktet Psittoecus och familjen fjäderlöss. Inga underarter finns listade i Catalogue of Life.